# Termitoonops
Termitoonops là một chi nhện trong họ Oonopidae.